# 7788 Tsukuba
7788 Tsukuba (1994 XS) là một tiểu hành tinh vành đai chính được phát hiện vào ngày 5 tháng 12 năm 1994 bởi A. Nakamura ở Kuma Kogen.